# Кейт, Дора Уиллер
Дора Уиллер Кейт (англ. Dora Wheeler Keith, урождённая Lucy Dora Wheeler, также известна как Mrs. Boudinot Keith; 1856—1940) — американская художница и иллюстратор.

## Биография

### Семья и брак
Родилась 12 марта 1856 года на Лонг Айленде, штат Нью Йорк, в загородном доме, построенном её матерью, дизайнером интерьеров Кэндис Уилер. Художник Сэнфорд Гиффорд держал маленькую Дору на руках, предвещая ей будущее художника, что отмечалось в мемуарах матери. Её отец — Томас Мейсон Уилер был бизнесменом, «умным и прогрессивным человеком», поддерживавшим свою жену и дочь в их творческих устремлениях.
Дора училась в школе Quaker school, а затем — в нью-йоркской школе «Miss Haines and Mlle. de Janon’s». После Гражданской войны в США семья Уилеров предприняла длительное путешествие по Европе: во время пребывания в Германии Дора была зачислена в школу-интернат в Висбадене, летние каникулы она проводила в швейцарском Монтрё. По словам её матери, несчастный случай на длинной мраморной лестнице в Европе привёл девушку к длительному физическому бездействию, и течение нескольких месяцев она непрерывно рисовала.
Дора Уилер, зарекомендовав себя как способная молодая художница, создала серию книжных иллюстраций и портретов известных писателей, в 1890 году вышла замуж за юриста Будино Кейта (Boudinot Keith, 1859—1925). После замужества она часто работала под именем Дора Уиллер Кейт, а в более поздние годы использовала имя миссис Будино Кейт. У Доры было двое детей: сын Элиша (погиб во время Первой мировой войны) и дочь Луи (в замужестве миссис Клайд В. Симпсон).

### Художественная деятельность
Уилеры поддерживали отношения и были ранними покровителями художников из студии Tenth Street Studio, которых впоследствии назвали Школой реки Гудзон. Среди друзей семьи во время юности Доры, позже ставшими её коллегами по творчеству, были: Фредерик Черч, Сэнфорд Гиффорд, Джервис МакЭнти, Джон Кенсетт, Джон Лафарж, Уортингтон Уиттредж, Альберт Бирштадт, Джордж Иннесс и Джулиан Уир.
Будучи молодой девушкой, Дора Уилер брала частные уроки у художника Уильяма Мерритта Чейза с 1879 по 1881 год. Она и её подруги — Розина и Лидия Эммет были в числе первых учениц Чейза. В последующие годы Уилер и Чейз периодически работали вместе, в частности, над серией театральных картин в Мэдисон-сквер-гарден, а также при сборе средств для пьедестала Статуи Свободы. В 1884 году Дора входила в состав исполнительного совета Летней школы в Шиннекок-Хилс.
После обучения у Чейза, изучала искусство в Лиге студентов-художников Нью-Йорка и два года проучилась в Академии Жюлиана в Париже. В 1880-е годы Уилер пользовалась успехом как иллюстратор книг и журналов и публиковала хромолитографии в журнале Art Amateur. В этот же период времени она приступила к созданию серии портретов ведущих литературных деятелей своего времени, в том числе Гарриет Бичер-Стоу, Фрэнка Стоктона, Уильяма Дина Хауэллса, Чарльза Дадли Уорнера и Уолта Уитмена. Её портрет близкого друга семьи Уилеров — Сэмюэля Лангхорна Клеменса, более известного под псевдонимом Марк Твен (выполненный во время её визита в Хартфорд в 1890 году), а также портреты жены и дочерей писателя сейчас находятся в доме Марка Твена в Хартфорде, штат Коннектикут.
Первым крупным общественным проектом Доры Уилер была фреска на холсте и на потолке библиотеки Женского здания на Всемирной выставке 1893 года в Чикаго. После ярмарки фреска была куплена комиссионером из штата Нью-Йорк и установлена в главном здании в Олбани; её текущее местонахождение неизвестно. В ротонде Женского здания художница выставила свою картину «Daphne’s Nymphs».
Дора Уиллер содержала две студии: одну в отремонтированном чердаке штаб-квартиры компании матери — Associated Artists, а другую — в летнем доме Уилеров в горах Кэтскилл, в колонии художников под названием Onteora, также основанную её матерью. Дора сотрудничали в сфере искусства и бизнеса со своей сатерью, и прожили вместе большую часть своей жизни, даже после того, как она вышла замуж за Будино Кейта. Дора была главным дизайнером по текстилю на предприятии Associated Artists, разрабатывая рисунки гобеленов. Вышитые ею гобелены были представлены в Лондоне на выставке London exhibition of American Art. В 1906 году она была избрана академиком Национальной академии дизайна.
Умерла 7 декабря 1940 года в Бруклине, Нью-Йорк. Была похоронена на семейном участке кладбища Prospect Cemetery в городе Джамейка.

Некоторые работы
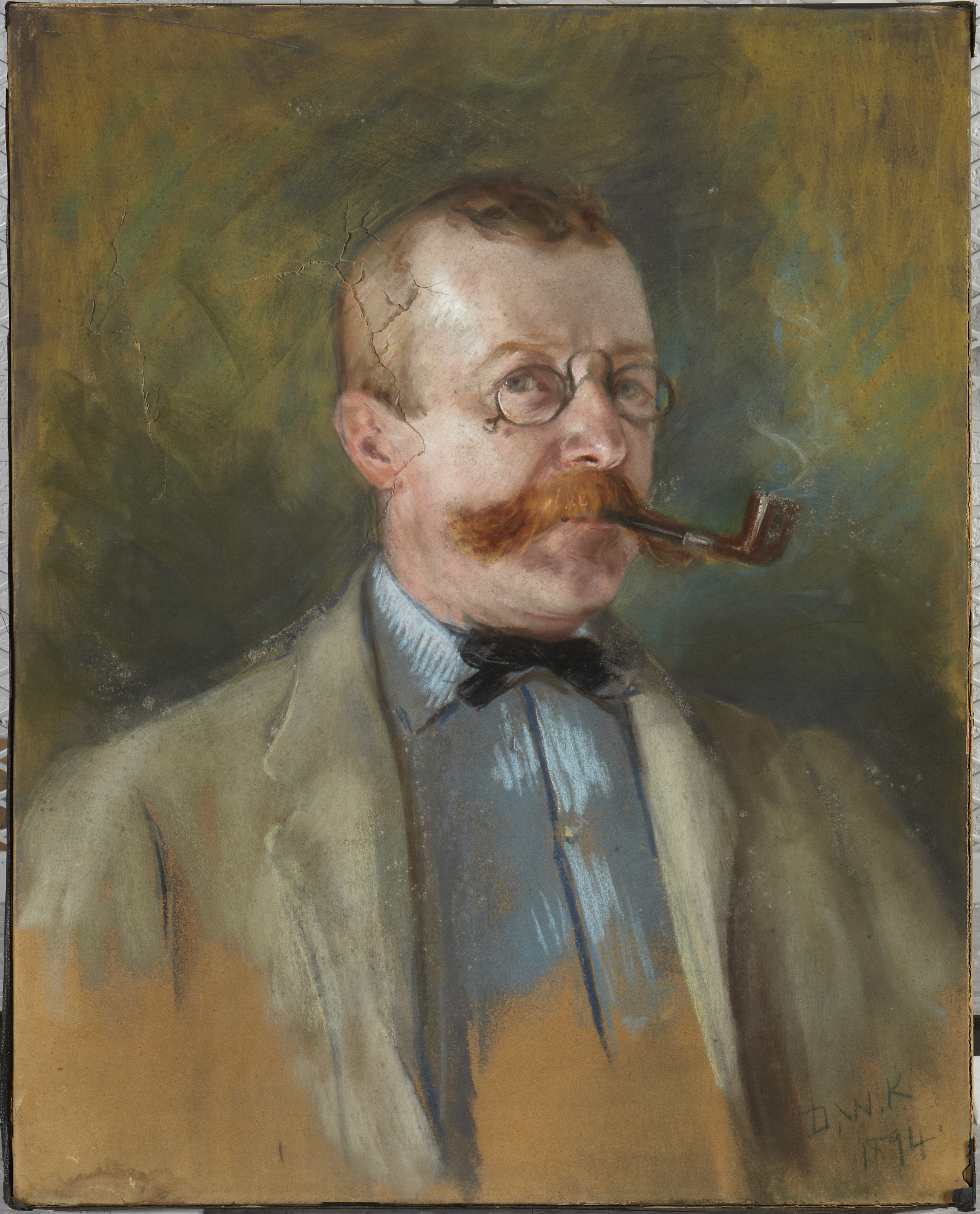
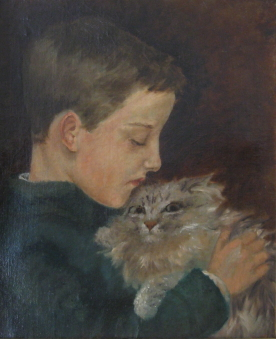
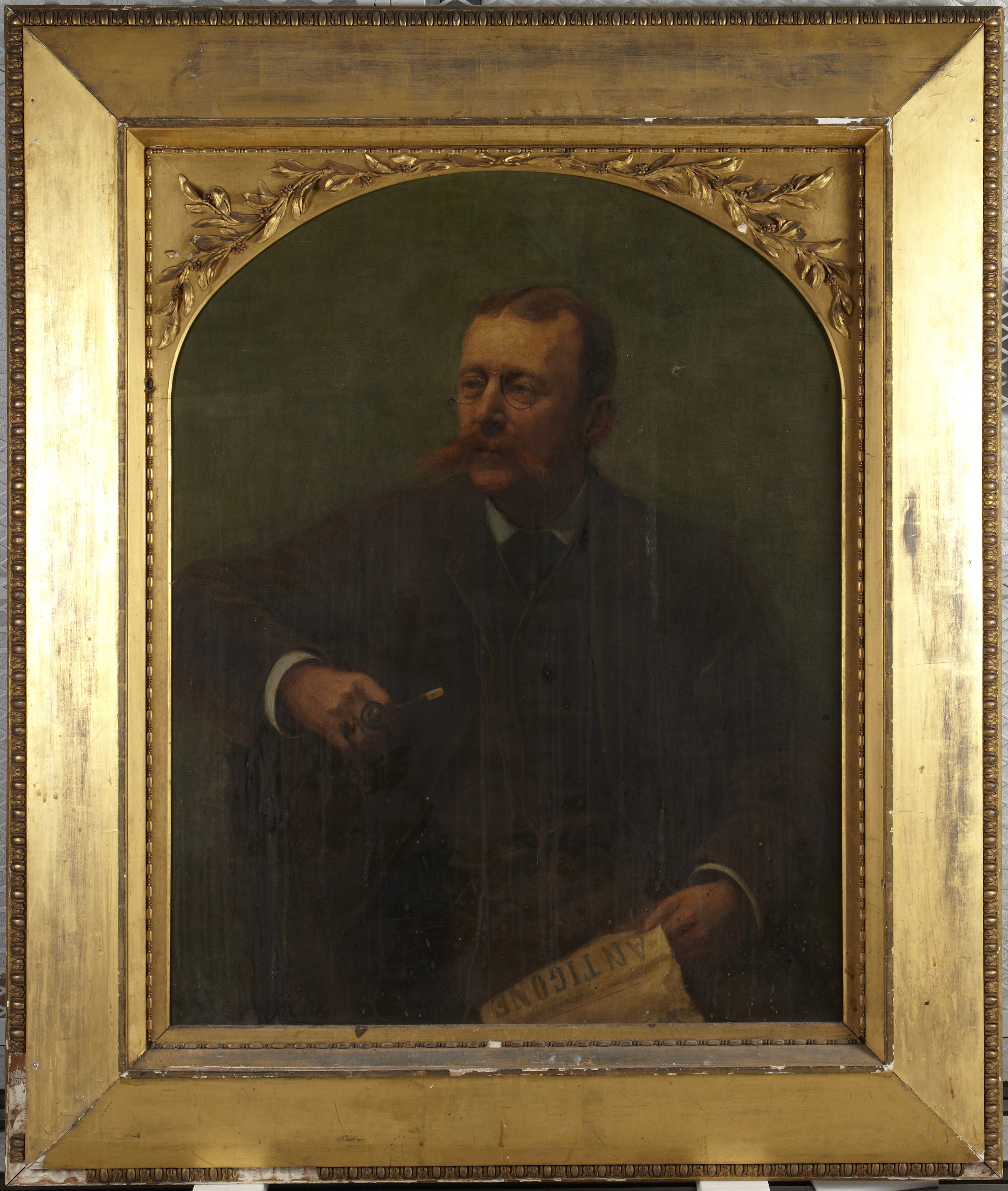